# Slatina (Františkovy Lázně)
Slatina (deutsch Schlada) ist ein Ortsteil der Stadt  Františkovy Lázně in Tschechien.

## Geographie

### Geographische Lage
Slatina liegt einen Kilometer südlich von Františkovy Lázně und gehört zum Okres Cheb. Die Ortslage befindet sich am rechten Ufer der Baches Slatinný potok (Schladabach) im Egerbecken in einem Moorgebiet mit Gas- und Mineralwasserquellen. Südwestlich davon erhebt sich der erloschene Vulkan Komorní hůrka (Kammerbühl, 503 m), dahinter liegt die Talsperre Skalka. Westlich befindet sich der Teich Amerika.

### Nachbargemeinden
Nachbarorte sind Františkovy Lázně und Aleje-Zátiší im Norden, Dlouhé Mosty im Osten, Tršnice, Jindřichov und Chlumeček im Südosten, Střížov, Cheb, Komorní Dvůr und Skalka im Süden, Klest im Südwesten, Lužná im Westen sowie Krapice und Dolní Lomany im Nordwesten.

## Geschichte

### Namensursprung
Der Ortsname Schlada ist indogermanischer Herkunft und bedeutet sumpfiges Land, eine Bezeichnung, die sich in den Nachfolgesprachen westslawisch zu slatina und mittelhochdeutsch zu slade, slate weiter entwickelte. Er gehört zu den Leitnamen der indoeuropäischen Sprachfamilie und ihres Kulturkreises.
Schlada gilt wie Schladen an der Ocker und Schlammede bei Unna als Leitname des ehemaligen indoeuropäischen Kulturkreises.

### Mittelalter
Slatina entstand vor dem frühen 12. Jahrhundert, als das Egerland von deutschsprachigen Ansiedlern und Lokatoren kolonisiert und christianisiert wurde. Im 13. Jahrhundert hieß der Ort in den Steuerlisten des Klosters Waldsassen Slatein und war von Bauern bewohnt, die sich durch den Verkauf von Heilwasser aus den Quellen des umgebenden Moorgebietes, von Fischen, Waldfrüchten, Honig, Brennholz, Web- und Strickwaren ein Zubrot verdienten. Die Bewohner Slateins waren Steuerpflichtige des Klosters und mussten den Zehnten abgeben, waren zu weiteren Dienstleistungen, dem Robot, verpflichtet und als Leibeigene an die Scholle gebunden.
Bruchstückhafte Mitteilungen über Bodenfunde und Ausgrabungsergebnisse im Egerer Becken lassen die Annahme zu, dass in Schlada und den Nachbarorten im Einzugsbereich des 20 Kilometer langen Schladabaches, in den Orten Sirmitz, Lohma und Kropitz unter dem Schutz einer Burganlage in Eger ein slawisches, vorchristliches Heilungszentrum bestand und Schlada ein Vorgänger des Kurortes Franzensbad war, der Ende des 19. Jahrhunderts in der Nähe des Ortes Schlada und der Stadt Eger entstand.
Im Jahre 1268 verkaufte das Kloster Waldsassen die Zehnten des Dorfes Schlada an den Deutschen Orden in Eger, 1379 erwarben die Orden der Klarissinnen und der Franziskaner sowie Bürger der Stadt steuerpflichtigen Besitz in Schlada. Ende des 14. Jahrhunderts kam die Reichsstadt Eger in den Besitz der Höfe in Schlada und die Steuereinnahmen flossen seither der Stadt zu, die auch die Gerichtsbarkeit über Schlada innehatte. In den Achtbüchern des Egerer Schöffengerichts und im Urgichtenbuch wird Schlada mit dort begangenen Verbrechen und den Beteiligten erwähnt.
Das Egerer Klauensteuerbuch für das Jahr 1392 enthält die Familiennamen von 14 Steuerpflichtigen und das Musterungsbuch von 1395 von 13 wehrpflichtigen Männern des Ortes Schlada. Es waren die ersten gesicherten Familiennamen des Ortes. Mitte des 15. Jahrhunderts wurde Schlada von durchziehendem Kriegsvolk dreimal niedergebrannt.

### Neuzeit
Nach dem Bau einer Brücke über den Schladabach im Jahre 1600 wurden die Mineralquellen bei Schlada, der Schletterer Säuerling bequemer erreichbar und begehrte Handelsware. Nach der Aufhebung der Patrimonialherrschaft bildete Schlada eine Gemeinde im Gerichtsbezirk Eger bzw. Bezirk Eger. 1874 wurde ein Schulhaus gebaut und ein Lehrer in Vollzeit beschäftigt.
Als Ende des 19. Jahrhunderts nördlich von Schlada der Kurort Franzensbad entstand, profitierten auch die Einwohner des Ortes von dem wirtschaftlichen  Aufschwung durch diese Neugründung. Schlada gehörte seit dieser Zeit zur Seelsorge der römisch-katholischen Pfarrei Sankt Niklas in Eger. Nach dem Münchner Abkommen wurde der Ort dem Deutschen Reich zugeschlagen und gehörte bis 1945 zum Landkreis Eger. 1939 lebten in der Gemeinde 933 Menschen. 1942 wurde Schlada nach Eger eingemeindet. Schlada hatte im Jahre 1945 achtzig Hauser. Nach dem Ende des Zweiten Weltkrieges kam die Gemeinde 1945 zur Tschechoslowakei zurück. Die deutschen Bewohner von Slatina wurden vertrieben und siedelten sich in der Oberpfalz, im übrigen Bayern und in Thüringen an. 1949 wurde Slatina Ortsteil von Františkovy Lázně. Im Jahre 2001 bestand das Dorf aus 78 Wohnhäusern, in denen 378 Menschen lebten.

### Einwohnerentwicklung
| Jahr | Einwohnerzahl |
| ---- | ------------- |
| 1869 | 289           |
| 1880 | 411           |
| 1890 | 366           |
| 1900 | 375           |
| 1910 | 516           |

| Jahr | Einwohnerzahl |
| ---- | ------------- |
| 1921 | 621           |
| 1930 | 797           |
| 1950 | 360           |
| 1961 | 486           |
| 1970 | 387           |

| Jahr | Einwohnerzahl |
| ---- | ------------- |
| 1980 | 312           |
| 1991 | 325           |
| 2001 | 378           |
| 2011 | 440           |

## Kultur und Sehenswürdigkeiten
- Aussichtsturm Salingburg östlich des Dorfes